# Jack McCullough
Jack McCullough (nascido em 28 de novembro de 1949) é um ex-ciclista canadense. Ele representou o Canadá nos Jogos Olímpicos de Verão de 1972, em Munique.